# Eunoe hubrechti
Eunoe hubrechti är en ringmaskart som först beskrevs av McIntosh 1900.  Eunoe hubrechti ingår i släktet Eunoe och familjen Polynoidae. Inga underarter finns listade i Catalogue of Life.